# Marangunic
Marangunic är en glaciär i Antarktis. Den ligger i Västantarktis. Argentina, Chile och Storbritannien gör anspråk på området. Marangunic ligger 105 meter över havet.
Terrängen runt Marangunic är kuperad österut, men västerut är den platt. Havet är nära Marangunic åt nordväst. Trakten är obefolkad. Det finns inga samhällen i närheten.